# ایوان بوگاینکوفس
ایوان بوگاینکوفس (انگلیسی: Ivans Bugajenkovs؛ زادهٔ ۱۸ فوریهٔ ۱۹۳۸) بازیکن سابق، مربی و مفسر فعلی والیبال اهل لتونی است.